# Cremastra
Cremastra é um género botânico pertencente à família das orquídeas (Orchidaceae).

## Espécies
1. Cremastra aphylla  T.Yukawa (1999)
2. Cremastra appendiculata  (D.Don) Makino (1904) - espécie tipo
3. Cremastra guizhouensis  Q.H.Chen & S.C.Chen (2003)
4. Cremastra unguiculata  (Finet) Finet 5 (189